# Зобак, Мэри Лу
Не следует путать факты биографии со схожими у М. Зобака, также геофизика.
Мэри Лу Зобак (Mary Lou Zoback; род. 5 июля 1952, Санфорд, Флорида) — американский геолог и геофизик, сейсмолог, специалист в области деформации земной коры. Член НАН США (1995), доктор философии (1978), профессор своей альма-матер Стэнфордского университета, ранее 28 лет протрудилась в Геологической службе США (в 1978—2006).
Отмечена Public Service Award и медалью Артура Л. Дэя Геологического общества Америки (2007).

## Биография
Окончила Стэнфорд (бакалавр, 1974) и там же получила степени магистра (1975) и доктора философии (1978) — все три по геофизике, занималась у George A. Thompson (geologist). Затем протрудилась 28 лет в Геологической службе США, куда первоначально поступила в том же 1978 году как постдок, в 1979—1999 годах состояла там геофизиком-исследователем, в 1999—2002 годах шеф-учёный Western Earthquake Hazards Team, с 2002 года с. н. с.
В 1986—1992 годах создатель и руководитель проекта World Stress Map (WSM), в котором участвовали более 40 учёных из 30 стран.
В 2006—2011 годах вице-президент компании Risk Management Solutions.
В 2012 году президентом Обамой назначена в Nuclear Waste Technical Review Board.
Член редколлегии Geology (journal).
Являлась президентом Геологического общества Америки (2000). Член Американского геофизического союза (фелло с 1987) и Сейсмологического общества Америки, фелло Геологического общества Америки (1984).
Отмечена James B. Macelwane Medal (1987).
Подписант Открытого письма об изменении климата от обеспокоенных членов НАН США (2016).
Марк Зобак является её супругом и коллегой.